# Valencia Basket Club 2017-2018
Questa voce raccoglie le informazioni riguardanti il Valencia Basket Club nelle competizioni ufficiali della stagione 2017-2018.

## Stagione
La stagione 2017-2018 del Valencia Basket Club è la 29ª nel massimo campionato spagnolo di pallacanestro, la Liga ACB.

## Roster
Aggiornato al 14 luglio 2018.
| Valencia Basket 2017-18 | Valencia Basket 2017-18 |
| Giocatori               | Staff tecnico           |
| ----------------------- | ----------------------- |

| N. | Naz.                                        | Ruolo | Nome                  | Anno | Alt.   | Peso   |  |
| -- | ------------------------------------------- | ----- | --------------------- | ---- | ------ | ------ |  |
| 0  | Stati Uniti (bandiera) · Georgia (bandiera) | AG    | Will Thomas           | 1986 | 203 cm | 100 kg |  |
| 3  | Spagna (bandiera)                           | AP    | Josep Puerto          | 1999 | 200 cm | 90 kg  |  |
| 4  | Spagna (bandiera)                           | C     | Alejandro Vera        | 1997 | 202 cm |        |  |
| 5  | Spagna (bandiera)                           | P     | Sergi García          | 1997 | 193 cm | 82 kg  |  |
| 6  | Spagna (bandiera)                           | AP    | Alberto Abalde        | 1995 | 202 cm | 93 kg  |  |
| 8  | Francia (bandiera)                          | P     | Antoine Diot          | 1989 | 193 cm | 86 kg  |  |
| 9  | Belgio (bandiera)                           | P     | Sam Van Rossom        | 1986 | 188 cm | 88 kg  |  |
| 10 | Croazia (bandiera)                          | AG    | Damjan Rudež          | 1986 | 205 cm | 100 kg |  |
| 12 | Spagna (bandiera)                           | P     | Pedro Llompart        | 1982 | 187 cm | 84 kg  |  |
| 13 | Spagna (bandiera)                           | G     | Luis Ferrando         | 1996 | 185 cm |        |  |
| 14 | Montenegro (bandiera)                       | AC    | Bojan Dubljević       | 1991 | 205 cm | 105 kg |  |
| 16 | Spagna (bandiera)                           | P     | Guillem Vives         | 1993 | 192 cm | 80 kg  |  |
| 17 | Spagna (bandiera)                           | G     | Rafael Martínez (C)   | 1982 | 190 cm | 90 kg  |  |
| 19 | Spagna (bandiera)                           | AP    | Fernando San Emeterio | 1984 | 199 cm | 105 kg |  |
| 21 | Germania (bandiera)                         | C     | Tibor Pleiß           | 1989 | 220 cm | 122 kg |  |
| 22 | Stati Uniti (bandiera)                      | AC    | Latavious Williams    | 1989 | 203 cm | 104 kg |  |
| 25 | Croazia (bandiera)                          | AC    | Ivan Buva             | 1991 | 208 cm | 113 kg |  |
| 30 | Spagna (bandiera)                           | AP    | Joan Sastre           | 1991 | 201 cm | 82 kg  |  |
| 32 | Stati Uniti (bandiera)                      | PG    | Erick Green           | 1991 | 190 cm | 83 kg  |  |
| 42 | Canada (bandiera) · Paesi Bassi (bandiera)  | A     | Aaron Doornekamp      | 1985 | 201 cm | 96 kg  |  |
| 51 | Islanda (bandiera)                          | C     | Tryggvi Hlinason      | 1997 | 215 cm | 118 kg |  |

| Allenatore                                                                           |
| - Txus Vidorreta                                                                     |
| Assistente/i                                                                         |
| - Juan Maroto - Jaume Ponsarnau Legenda - (C) Capitano - (IN) Inattivo - Infortunato |

## Mercato

### Sessione estiva
| Acquisti | Acquisti           | Acquisti          | Acquisti      | Acquisti |
| R.a      | Nome               | da                | Modalità      |          |
| -------- | ------------------ | ----------------- | ------------- | -------- |
| AC       | Latavious Williams | Buc. de La Guaira | definitivo    |          |
| C        | Tibor Pleiß        | Galatasaray       | definitivo    |          |
| A        | Aaron Doornekamp   | Canarias Tenerife | definitivo    |          |
| PG       | Erick Green        | Olympiakos        | definitivo    |          |
| AP       | Vladimir Janković  | Aris Salonicco    | fine prestito |          |
| C        | Tryggvi Hlinason   | Þór Þorlákshöfn   | definitivo    |          |
| P        | Pedro Llompart     | Murcia            | definitivo    |          |
| AP       | Alberto Abalde     | Joventut Badalona | fine prestito |          |

| Cessioni | Cessioni           | Cessioni          | Cessioni                 | Cessioni |
| R.       | Nome               | a                 | Modalità                 |          |
| -------- | ------------------ | ----------------- | ------------------------ | -------- |
| AG       | Pierre Oriola      | Barcellona        | definitivo (1 milione €) |          |
| AP       | Romain Sato        | Free agent        | fine contratto           |          |
| C        | Mike Tobey         | Canarias Tenerife | fine contratto           |          |
| AG       | Luke Sikma         | Alba Berlino      | fine contratto           |          |
| C        | V"jačeslav Kravcov | Eskişehir         | fine contratto           |          |
| AP       | Vladimir Janković  | Andorra           | fine contratto           |          |
| P        | Pablo Pérez        | Peñas Huesca      | riscatto prestito        |          |

### Dopo l'inizio della stagione
| Acquisti | Acquisti     | Acquisti      | Acquisti         | Acquisti   |
| R.       | Nome         | da            | Data             | Modalità   |
| -------- | ------------ | ------------- | ---------------- | ---------- |
| AG       | Damjan Rudež | Orlando Magic | 26 ottobre 2017  | definitivo |
| P        | Sergi García | Saragozza     | 13 dicembre 2017 | definitivo |
| AC       | Ivan Buva    | İstanbul B.B. | 3 maggio 2018    | definitivo |

| Cessioni | Cessioni       | Cessioni          | Cessioni        | Cessioni       |
| R.       | Nome           | a                 | Data            | Modalità       |
| -------- | -------------- | ----------------- | --------------- | -------------- |
| P        | Pedro Llompart | Canarias Tenerife | 26 ottobre 2017 | fine contratto |
| AG       | Damjan Rudež   | Free agent        | 29 gennaio 2018 | fine contratto |